# Afrânio
Afrânio é um município brasileiro no extremo oeste do estado de Pernambuco. O município é formado pelos distritos: Afrânio (sede), Arizona, Cachoeira do Roberto, Barra das Melâncias,  Poção de Afrânio, Caboclo e Extrema. O município de Afrânio foi criado em 20 de Dezembro de 1963, porém o povoado surgiu em 1927.

## História
Por volta de 1918, onde hoje se localiza a cidade de Afrânio existia uma fazenda denominada Inveja, de propriedade de Francisco Rodrigues da Silva, depois comprada por Sebastião Coelho.
A população teve início nesse local a partir da construção da Estrada de Ferro Petrolina-Teresina, sendo ali inaugurada e Estação Inveja em 31 de outubro de 1926.Em 31 de junho de 1927 a denominação do pequeno povoado foi mudada para São João por Frei Fortunato na ocasião em que celebrava ali a primeira missa e lançava a pedra fundamental da construção da igreja de São João Batista. O iniciador da capela foi Joaquim Manoel Gomes (Joça) que pediu a permissão do frei José para Dona Ana de Lima Ramos na mesma época ao invés de fazer esforço para celebrar as novenas no Caboclo, celebrasse lá mesmo. Na mesma época chegou Jubelino Albuquerque Cavalcanti, sugerindo então que São João Batista fosse padroeiro da localidade.
Em 1932, o povoado de São João passou a categoria de vila e logo depois a distrito de Petrolina, sendo comumente chamado de São João de Afrânio, em referência ao engenheiro da estrada de ferro, o Ministro da Viação e Obras Públicas, Afrânio de Melo Franco, pai do jurista Afonso Arinos de Melo Franco.
Pelo decreto Lei Estadual nº 235 de 9 de dezembro de 1932, o distrito de Afrânio adquiriu parte do território de Cachoeira do Roberto também integrante do município de Petrolina. Finalmente, através da lei estadual nº 4.983 de 20 de dezembro de 1963, Afrânio foi elevado à categoria de município autônomo desmembrando - se de Petrolina elevando-se a cidade cuja instalação se deu em 31 de maio de 1964; sendo que na condição de primeiro prefeito "nomeado" cabia a Jose Cavalcanti Ramos (Zelice), que escolheu a data de instalação do município pela em 31 de maio, que era data do aniversário de sua mãe, Petronila Ramos Cavalcanti, que ele julgava uma pessoa relevante na vida comunitária do lugar.

## Geografia
Localiza-se a uma latitude 08º30'54" sul e a uma longitude 41º00'18" oeste, estando a uma altitude de 522 metros.

### Limites
| Noroeste: Estado do Piauí | Norte: Estado do Piauí | Nordeste: Dormentes          |
| Oeste: Estado do Piauí    |                        | Leste: Dormentes e Petrolina |
| Sudoeste: Estado da Bahia | Sul: Estado da Bahia   | Sudeste: Petrolina           |

### Hidrografia
O município encontra-se na bacia do Rio Pontal. Seus principais riachos são: do Barreiro, do Caboclo, Cachoeirinha, Cachoeira do Roberto, Baixa do Morro, Barra da Cabeceira, Satisfeito, da Melancia e Amarante. Os principais corpos de acúmulo d'água são: a Lagoa do Mato e os açudes: Pau Branco (3.000.000m³), Barra da Melancia (1.374.000m³), Extrema (1.272.472m³) e o Caveira (779.780m³).

### Clima
O município tem o clima semiárido, do tipo BSh. Os verões são quentes e úmidos, é neste período em que praticamente quase toda chuva do ano cai. Os invernos são mornos e secos, com a diminuição de chuvas. As primaveras são muito quentes e secas, com temperaturas muito altas.
| Dados climatológicos para Afrânio (1991-2020)      | Dados climatológicos para Afrânio (1991-2020) | Dados climatológicos para Afrânio (1991-2020) | Dados climatológicos para Afrânio (1991-2020) | Dados climatológicos para Afrânio (1991-2020) | Dados climatológicos para Afrânio (1991-2020) | Dados climatológicos para Afrânio (1991-2020) | Dados climatológicos para Afrânio (1991-2020) | Dados climatológicos para Afrânio (1991-2020) | Dados climatológicos para Afrânio (1991-2020) | Dados climatológicos para Afrânio (1991-2020) | Dados climatológicos para Afrânio (1991-2020) | Dados climatológicos para Afrânio (1991-2020) | Dados climatológicos para Afrânio (1991-2020) |
| Mês                                                | Jan                                           | Fev                                           | Mar                                           | Abr                                           | Mai                                           | Jun                                           | Jul                                           | Ago                                           | Set                                           | Out                                           | Nov                                           | Dez                                           | Ano                                           |
| -------------------------------------------------- | --------------------------------------------- | --------------------------------------------- | --------------------------------------------- | --------------------------------------------- | --------------------------------------------- | --------------------------------------------- | --------------------------------------------- | --------------------------------------------- | --------------------------------------------- | --------------------------------------------- | --------------------------------------------- | --------------------------------------------- | --------------------------------------------- |
| Temperatura máxima média (°C)                      | 34,2                                          | 33,2                                          | 33,2                                          | 32,5                                          | 32                                            | 31                                            | 30,8                                          | 32                                            | 33,8                                          | 35,1                                          | 35,4                                          | 34,6                                          | 33,1                                          |
| Temperatura média compensada (°C)                  | 27,4                                          | 26,7                                          | 26,5                                          | 26,3                                          | 25,6                                          | 24,7                                          | 24,3                                          | 25,1                                          | 26,8                                          | 28,1                                          | 28,6                                          | 27,9                                          | 26,5                                          |
| Temperatura mínima média (°C)                      | 22,5                                          | 22,2                                          | 22,1                                          | 21,6                                          | 21                                            | 19,9                                          | 19,3                                          | 19,4                                          | 20,8                                          | 22,3                                          | 23,1                                          | 22,8                                          | 21,4                                          |
| Precipitação (mm)                                  | 114,6                                         | 95,4                                          | 106,7                                         | 68,5                                          | 14,7                                          | 4,8                                           | 2                                             | 0,7                                           | 2,1                                           | 9,9                                           | 41,5                                          | 59,6                                          | 520,5                                         |
| Dias com precipitação (≥ 1 mm)                     | 5                                             | 5                                             | 6                                             | 4                                             | 2                                             | 1                                             | 0                                             | 0                                             | 0                                             | 1                                             | 2                                             | 3                                             | 29                                            |
| Fonte: Atlas Climatológico do Estado de Pernambuco |                                               |                                               |                                               |                                               |                                               |                                               |                                               |                                               |                                               |                                               |                                               |                                               |                                               |

### Relevo
O município localiza-se na unidade ambiental da Depressão Sertaneja, com relevo suave a ondulado.

### Vegetação
A vegetação predominante é a caatinga, composta por floresta hiperxerófila e floresta caducifólia.

### Solo
Em relação aos solos, nos Patamares Compridos e Baixas Vertentes do relevo suave ondulado ocorrem os Planossolos, mal drenados, fertilidade natural média problemas de sais; Topos e Altas Vertentes, os solos Brunos não Cálcicos, rasos e fertilidade natural alta; Topos e Altas Vertentes do relevo ondulado ocorrem os Podzólicos, drenados e fertilidade natural média e as elevações residuais com os solos Litólicos, rasos, pedregosos e fertilidade natural média.

### Geologia
O município de Afrânio é constituído pelos litotipos Complexo Morro do Estreito, do Pluton de Juazeiro, das suítes Monte Orebe 1 e 2, entre outros litotipos.

## Demografia
Segundo o censo 2013 do IBGE, Afrânio possui uma população de 18.625 habitantes, distribuídos numa área de 1.490,596 km², tendo assim, uma densidade demográfica de 11,80 hab/km².

### Subdivisões

#### Distritos
- Sede
- Caboclo[9]
- Arizona
- Barra das Melancias
- Cachoeira do Roberto
- Extrema[10]
- Poção de Afrânio[6]

#### Bairros
- Antônio Avelar
- Centro
- Cohab
- Isabel Gomes
- José R. Cavalcanti
- Maria Auxiliadora
- Roberto Luiz Lima[11]
- Benvindo Ramos

## Caboclo
Criado no dia 13 de março de 1864, pela  Lei Provincial nº 601/1864, o distrito de Caboclo já pertenceu a Petrolina e, posteriormente, tornou-se o marco inicial da formação administrativa do município de Afrânio. Localizado à margem da PE 635, na Mesorregião do São Francisco Pernambucano, é considerado um dos primeiros povoamentos do Sertão Nordestino, com um grande valor cultural. O Governo de Pernambuco declarou o tombamento do Sítio Histórico do Caboclo, em decorrência do seu valor histórico, que guarda peculiaridade paisagística e arquitetônica. A vila foi revitalizada e ganhou o Museu Pai Chico, fundado pelo arquiteto Cosme Cavalcanti, como um espaço cultural dedicado à história do sertão pernambucano, tornando-se um atrativo turístico da região. O nome da povoação foi uma homenagem aos índios que viviam no local até o final do Século XVIII, que ficaram conhecidos como ‘caboclos bravos’.

## Extrema
Criado no dia 23 de agosto de 2016, pela Lei Municipal nº. 505/2016, o distrito de Extrema é conhecido na região por ter um açude importante, o Açude Extrema, com capacidade de 1.272.472 m³.

## Política
O poder executivo do município é chefiado pelo Prefeito Cloves Ramos de Macedo.

## Economia
Segundo dados sobre o produto interno bruto dos municípios, divulgado pelo IBGE referente ao ano de 2011, a soma das riquezas produzidos no município é de 89.148 milhões de reais (119° maior do estado). Sendo o setor de serviços o mais mais representativo na economia afraniense, somando 68.100 milhões. Já os setores industrial e da agricultura representam 10.036 milhões e 7.020 milhões, respectivamente. O PIB per capita do município está entre os menores do Estado e da sua região, com apenas 5.012,79 mil reais (134° maior do estado).

### Bacia leiteira
O município de Afrânio é conhecido por sua produção leiteira, sendo um dos maiores produtores de leite do estado e o maior da região do São Francisco pernambucano. Os derivados de leite são produzidos na região como: queijos, doces e iogurtes também como as famosas petas (biscoito de polvilho). Recentemente a produção leiteira sofreu, e vem sofrendo grandes impactos por conta da seca que pôs a maioria dos municípios do estado em emergência desde 2012, bem como as lavouras e a pecuária do município.

## Estrutura

### Educação
A cidade conta com uma escola pública da Educação Infantil ao Fundamental I, uma escola pública do Fundamental II, duas escolas estaduais, sendo uma de ensino integral e outra de ensino regular, e uma escola particular da Creche ao Fundamental II. São elas, em ordem:
- Escola Municipal Mundo Infantil
- Escola Municipal Clementino Coelho
- Escola de Referência em Ensino Médio Professora Irene Maria Ramos Coelho[20]
- Escola Estadual Antônio Cavalcanti Filho
- Escola Keila Evangelista

### Saúde
A cidade conta com oito estabelecimentos de saúde, sendo todos os oito públicos.

### Transportes
O município é cortado pela BR-407, PE-635 e PE-630. A população conta com o Aeroporto de Petrolina, estando a pouco mais de 120 km de distância. É o município mais distante da capital do Estado, com 789 km do Recife.

## Cultura

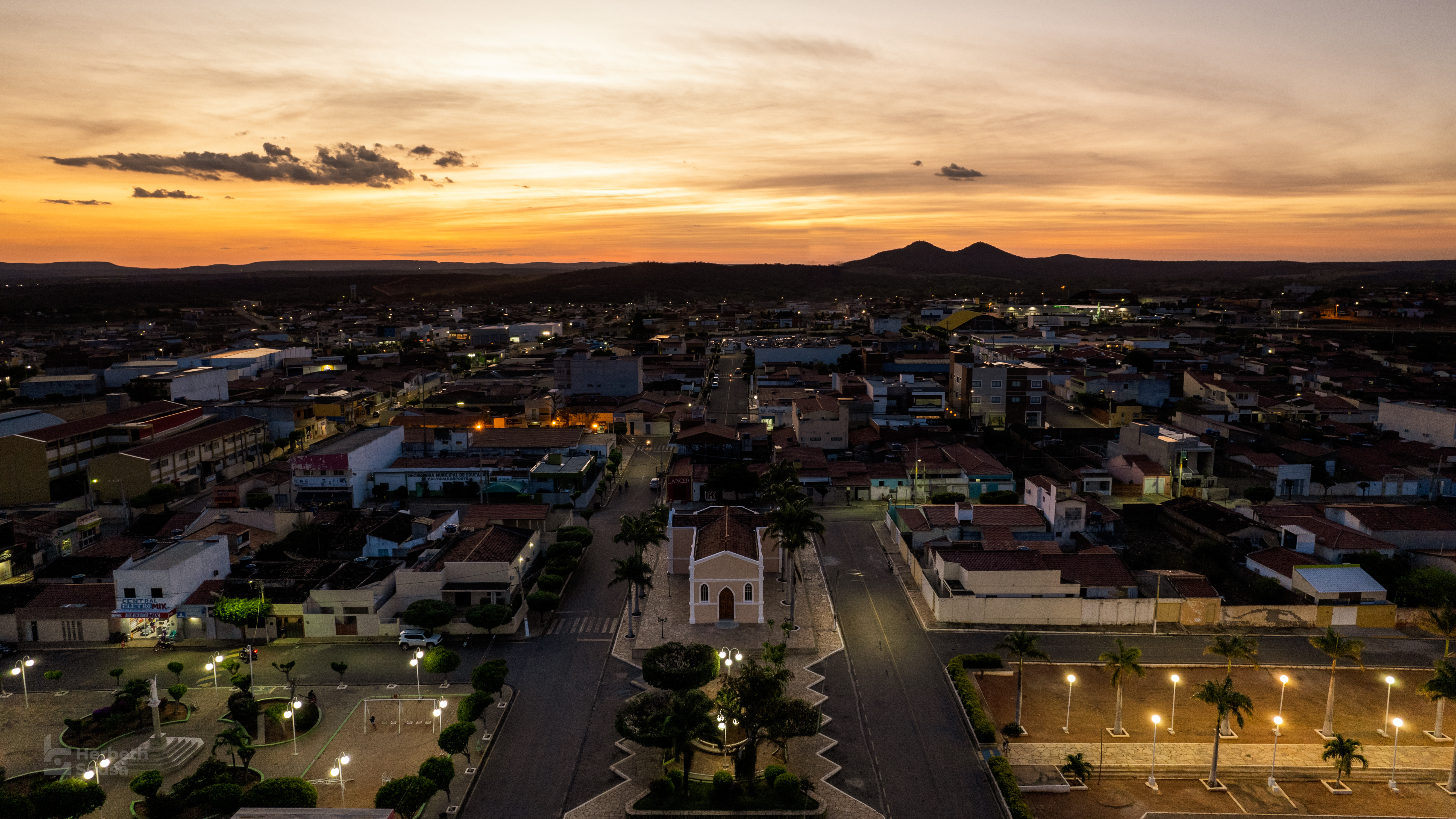

### Artesanato
O artesanato afraniense apresenta trabalhos com barro, palha e cabaça. O folclore é representado pelo reisado, quadrilha, terno, banda de pífano e a dança de São Gonçalo.

## Turismo
O principal ponto turístico do município se localiza a 9 quilômetros da sede, no povoado de Caboclo, onde se localiza suas belezas naturais, como a Lagoa Magnesiana, a igreja de mais de 200 anos que serviu de cenário para a minissérie Memorial de Maria Moura e o Museu Pai Chico.
Também tem a Festa do Divino Espírito Santo, que acontece há mais de dois séculos no Distrito de Cachoeira do Roberto, com novenário que se encerra. No dia de Pentecostes.